# Lenzing Biocel Paskov
Lenzing Biocel Paskov a.s. je česká společnost se sídlem v Paskově, která se zabývá především výrobou viskózové buničiny, kterou dodává mateřskému koncernu Lenzing.

## Historie

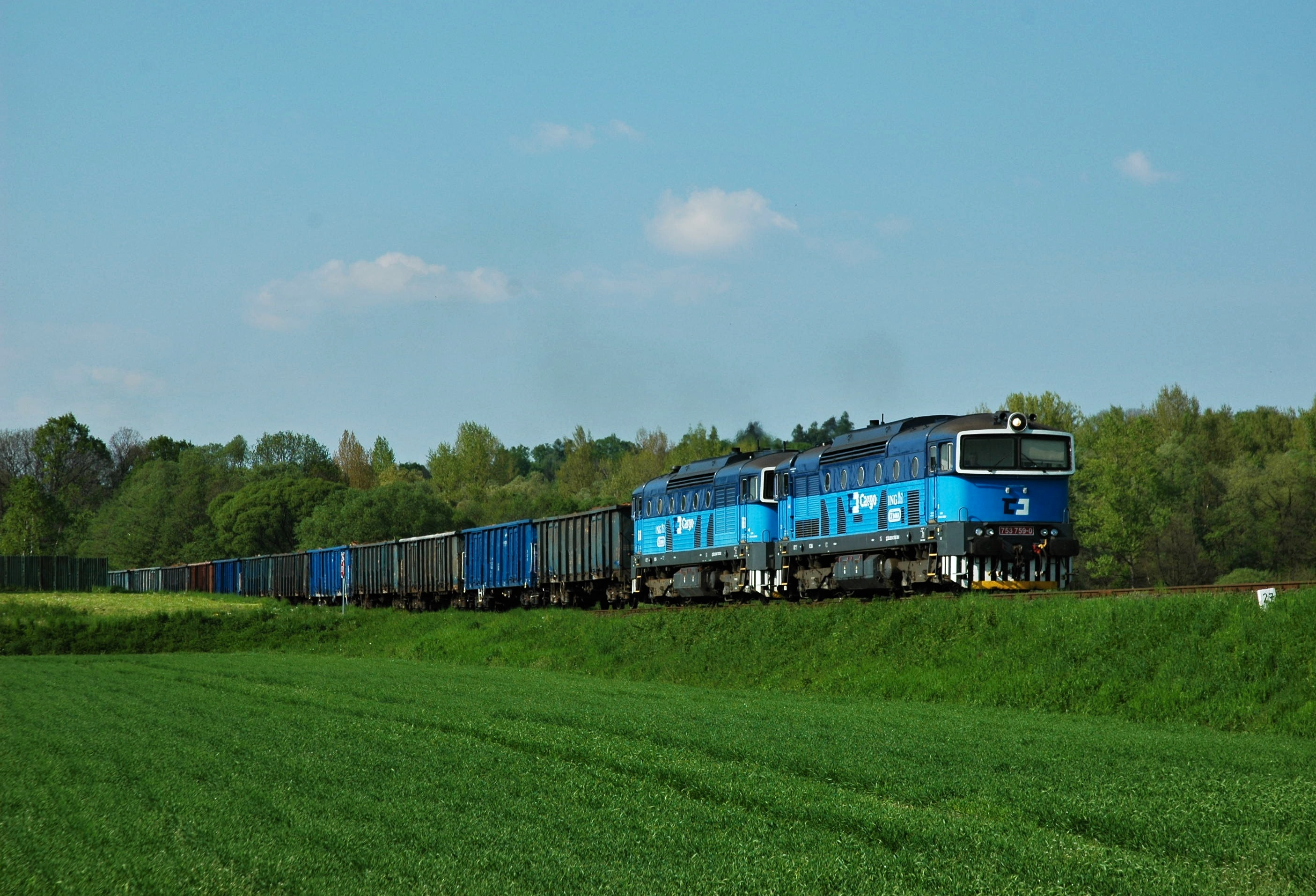
Ucelený vlak dřeva na vlečce Biocelu

Závod v Paskově navazuje na výrobu buničiny v nedalekém Vratimově, která v tamní továrně probíhala od roku 1883. Výstavba nového závodu byla zahájena v Paskově v roce 1979, výroba buničiny se zde rozběhla v roce 1983. Přestože byla buničina vždy základním produktem, postupně se přidala i další výroba, např. krmných kvasnic (1986).